# Чинги-Тура
Чинги́-Тура́ (сибирскотат. 
Цимкетора; Чингидин, Чингий, Чимги-Тура, Цымгэ-Тура, Жанги-Тура) — столица Тюменского улуса Золотой Орды, впоследствии Сибирского ханства, Узбекского ханства и Большой Орды. Ныне памятник археологии «Царёво (малое) городище» в Тюмени.

## Название
Из числа известных науке документов город впервые появляется на карте Каталонского атласа в 1375 году как Singuj, центр Тюменского вилайета. Использование формы «вилайет» натолкнуло ряд историков на мысль, что автор атласа черпал сведения из более ранних мусульманских источников.
Уже в картах середины XVI века город называется Тюменью: на карте Антония Вида (около 1537 года) — TYMENWILKY, на карте Августина Хиршфогеля (1546 год) — Tumen. А впервые название «Тюмень» упоминается ещё в 1406 году в Архангелогородском летописце (Устюжский летописный свод), где говорится (л. 215 об. — 216):

Тое же зимы царь Женибек уби Тактамыша в Сибирскои земли близ Тюмени, а сам седе на Орде.

Проезжая в 1741 году через Тюмень, основоположник современной российской историографии Г. Ф. Миллер записал в своём дневнике:

Несмотря на это (два варианта татарского предания о происхождении названия Тюмени: от 10 тыс. подданных хана или от такого же количества голов скота.— И. Белич) и хотя оба вышеприведённые объяснения происходит из татарских преданий, всё же название Тюмень не употребительно у татар. Они называют город Tschimgi-Tura, а когда спрашивают их о причине такого названия, они не знают, что сказать.

Сам Г. Ф. Миллер поддержал версию тобольского воеводы П. И. Годунова, что город как центр своего будущего улуса основал в 1220 году царевич Тайбуга, назвав его в честь Чингисхана. А «тура» означает «город» или «крепость».
Современная историография богаче версиями:
- от тюркской основы чинг/шинг — «высокий обрыв»[10][11], то есть, городок (укреплённое место) на высоком берегу реки;
- опять же от тюркской основы чинг/чынг — «влажный»[12];
- от иранского (пушту) компонента чин — «река, источник»[13];
- от финно-угорского тим/чим — «яма, устье, нижняя часть реки»[14];
- от кимакского шим (кипчакского цым) — «дёрн», то есть «дерновой город» или «дерновая крепость»[15].

## История города

### Ранняя история
Часть историков считает, что первоначально Чинги-Тура был столицей улуса Тайбуги — Тайбугинского юрта. Другие локализуют столицу юрта в Кашлыке или вообще относят его возникновение к более позднему времени. Более-менее общепринятой является та точка зрения, что после образования в 1224 году улуса Джучи, будущей Золотой Орды, в его составе появился Тюменский улус со столицей в Чинги-Туре.
Улус относился к той части Золотой Орды, которая управлялась родом Шибанидов. В 1359 году в Золотой Орде начинается Великая замятня, в ходе которой к власти в Орде попытались прийти как раз шибаниды. Благодаря этому значение Тюменского улуса возрастает. Одно время (1396—1406) тюменским ханом был знаменитый Тохтамыш, бежавший сюда после поражения от Тамерлана.

### Расцвет
В 1428 году Чинги-Тура стала первой столицей Узбекского ханства, основанного Абу-л-хайром, и пробыла ею до 1446 года (18 лет), пока хан не перенёс свою ставку в Сыгнак.
После смерти Абу-л-хайра при поддержке ногайских мурз власть в Тюменском ханстве захватил Ибак (Сайид Ибрахим хан), с которым связано максимальное возвышение Чинги-Туры. В 1469 году Ибак на поле битвы разгромил войско Узбекского ханства и получил от него независимость. Для борьбы против Золотой Орды в 1480 году он заключил союз с Великим княжеством Московским, а в 1481 году лично убил хана Ахмата. После этого Ибак объявил себя ханом Большой Орды, а столицей его (орду-базаром) сделал Чинги-Туру. Город был столицей Большой Орды в 1481—1495 годах (с перерывами).
Ибак выпустил серебряные дирхемы, которые выглядели так: с одной стороны — надпись арабской вязью «Султан высочайший Ибрахим хан», с другой — двузубец. Экспансионистскую политику Ибака продолжил его брат Мамук, пытавшийся овладеть Казанским ханством.
Вот что пишет о Чинги-Туре тюменский археолог Наталья Петровна Матвеева:
Здесь объявляли войну и заключали мир, принимали иностранных послов, плели дворцовые интриги. Сюда приходили караваны бухарских и самаркандских послов, прибывали дипломатические миссии, приезжали шейхи — проповедники ислама, знатоки письменности и литературы Востока. Три, а может быть, и четыре века была она одним из форпостов мусульманской культуры в Западной Сибири.

### Падение
В 1495 году (предположительно) Ибак был убит представителем тайбугинской династии Мухаммедом, отец которого Мар ранее погиб от рук Ибака. Мухаммед Тайбуга перенёс столицу ханства в свою ставку в Кашлыке (около совр. Тобольска). Вероятно, с этого момента в Сибирском ханстве наступило двоевластие: тайбугины пытались управлять ханством из Кашлыка, а считавшие себя законной династией шибаниды продолжали рассматривать в качестве своей столицы Чинги-Туру. Конец двоевластию положил внук Ибака шибанид хан Кучум, победивший тайбугина Едигера и окончательно перенёсший столицу Сибирского ханства в Кашлык.
Считается, что во время похода Ермака город был разграблен и сожжён. Но точно сказать, была ли Чинги-Тура сожжена, нельзя, потому что археологические раскопки не были проведены.
В 1586 году на месте Чинги-Туры был основан город Тюмень (сейчас этот район Тюмени называется Городищем). В XX веке на месте городища был сооружён стадион ФК «Тюмень», и практически весь культурный слой Чинги-Туры был во время строительства безвозвратно потерян. По словам тюменских археологов супругов Н. П. И А. В. Матвеевых, цитадель Чинги-Туры находилась на месте современных улиц Коммуны и Энгельса.

## Внешний вид
Внешний вид Чинги-Туры, судя по рисункам в летописи, был таков. Крепость на высоком мысу при впадении Тюменки в Туру, окруженная аж тремя линиями укреплений: рвами и валами.
Мечеть и дворец правителя строились среднеазиатскими зодчими, что подтверждают такие архитектурные элементы, как угловые башенки, геометрические фигуры на фронтоне, квадратные окна высоко под крышей. Для строительства использовались сырцовые глиняные кирпичи, быстро разрушающиеся от времени.
Улицы составляли стоящие рядом юрты. Купола юрт были украшены бунчуком (конский хвост). У внешних ворот города стояли бревенчатые караван-сараи (гостиницы).

## Торговля
Чинги-Тура была важным транзитным центром на торговом пути из Средней Азии в Сибирь и далее — за Урал.
Из Самарканда и Бухары сюда везли бумажные и шёлковые ткани, скатерти, одеяла, чай, фрукты, бусы, перстни, ленты, халаты, кольчуги, шлемы, сабли, сбрую, а также рабов. Роскошью считались вино, уксус, мускус, серебряная посуда, китайские чашечки из нефрита. Из Новгорода — котлы, тазы, блюда, топоры, кресала, холсты и, конечно, сибирские меха. Местные правители всегда поощряли торговлю: купцы платили в казну немалые пошлины.